# Jens Dahl (Eskimologe)
Jens Dahl (* 11. Oktober 1946) ist ein dänischer Eskimologe, Anthropologe und Menschenrechtsaktivist.

## Leben
Jens Dahl schloss 1974 ein Anthropologiestudium als mag. scient. ab. Anschließend unterrichtete er ein Jahr lang an der Universität Aarhus und der Universität Kopenhagen. Von 1975 bis 1976 war er als Forscher am Grønlandsministeriet angestellt. Von 1976 bis 1977 war er Adjunkt am Institut für Eskimologie der Universität Kopenhagen, bevor er zum Lektor befördert wurde. 1989 wurde er Direktor der International Work Group for Indigenous Affairs (IWGIA). 1994 kehrte er als Lektor zum Institut für Eskimologie zurück, bevor er 1998 wieder Direktor der IWGIA wurde, was er bis 2006 blieb, bevor er 2007 zum Honorarprofessor am Institut for Tværkulturelle og Regionale Studier (ToRS) der Universität Kopenhagen ernannt wurde.
Jens Dahls Forschung fokussiert sich vor allem auf die Rechte von Indigenen Völkern mit Fokus auf Grönland und der Arktis.
2014 erhielt er die Rink-Medaille. 2017 wurde er zum Mitglied und Vizevorsitzenden des Ständigen Forums für indigene Angelegenheiten der Vereinten Nationen ernannt. Er hatte bereits zahlreiche andere Funktionen in Menschenrechtsorganisationen und Forschungsgruppen inne.

## Werke (Auswahl)
- 1986: Arktisk Selvstyre
- 1992: Indfødte Folk
- 1993: Indigenous Peoples of the Arctic
- 2000: Saqqaq – An Inuit Hunting Community in the Modern World
- 2009: IWGIA – a history
- 2012: The Indigenous Space and Marginalized Peoples in the United Nations
- 2013: A Comparative Ethnography of Alternative Spaces (Hrsg.; mit Esther Fihl)